# Bologna Football Club 1910-1911
Questa voce raccoglie le informazioni riguardanti il Bologna Football Club nelle competizioni ufficiali della stagione 1910-1911.

## Stagione

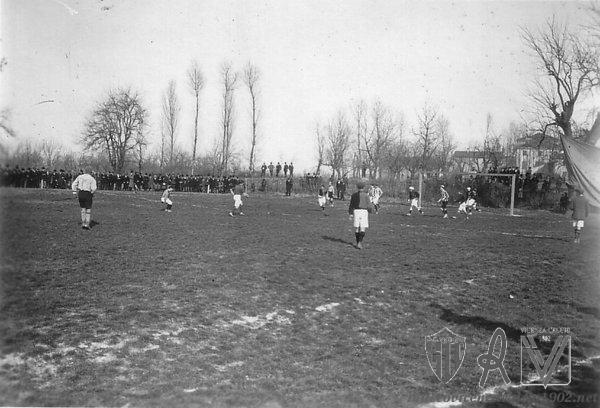
Un momento di gioco di Bologna- 0-4 al Campo della Cesoia

La carica di presidente venne ceduta ad Emilio Arnstein da Pio Borghesani. Il nuovo presidente fu subito impegnato a comunicare alla Federazione il tentativo di iscriversi al massimo campionato nazionale a completamento di organico, vale a dire la Prima Categoria — nonostante il Bologna fosse stato accettato solamente in Seconda Categoria, in quanto vincitore della categoria sottostante, la Terza Categoria —; la risposta è positiva: la FICG considera il Bologna idoneo dal punto di vista tecnico per sostenere un avanzamento di due categorie. Vi sono però problemi dal punto di vista societario ed organizzativo: il club deve infatti rispettare alcune norme dettate dalla Federazione che avrebbero consentito un regolare e sereno svolgimento del campionato: in primo luogo deve essere scritto uno statuto ufficiale e deve essere costituita una società autonoma, secondariamente vi devono essere diponibilità economiche tali da poter garantire ospitalità per le squadre avversarie e l'organizzazione delle trasferte, e in ultimo un campo di giuoco recintato con porte fissate al terreno e non provvisorie. Per ovviare a queste incombenze, si costituì una società indipendente dal "Circolo Turistico Bolognese" con statuto e soci propri, che ne aumentarono il capitale. L'ultima questione da assestare era quella del campo di gioco: fu scelto dal neo presidente Domenico Gori, che individuo un terreno nei pressi di Porta San Vitale, situato in una depressione relativa naturale di fronte alla Trattoria della Cesoia; fu proprio quest'ultima a dare il nome al campo, che oltretutto avrebbe portato anche dei guadagni, attraverso l'ingresso del pubblico pagante.
L'avventura felsinea nel primo campionato di massima serie della sua storia, iniziò in modo inaspettato, con il trionfo per 4-2 in casa di un Venezia ben più affermato, nel quale affiorarono soprattutto le qualità tecniche dei due calciatori ispanici Bernabéu e Rivas, studenti del Collegio di Spagna. L'iniziale entusiasmo fu frenato dalla pesante sconfitta per 6-1 ad opera del Vicenza ancora in trasferta – poiché i Petroniani furono costretti a rimandare il debutto casalingo alla 4ª giornata, in attesa dell'ultimazione dei lavori per la messa a punto del campo della Cesoia – assoluta dominatrice del girone. Dopo un'ulteriore sconfitta, fu il momento dell'esordio alla Cesoia, la cui attesa e l'ottimismo per la presenza del folto pubblico, diedero solo parzialmente gli effetti sperati: il Bologna dapprima surclassò per 3-0 il Venezia, ma si dovette arrendere, così come all'andata, a Vicenza ed Hellas. Si concluse così il primo campionato di Prima Categoria dei Rossoblù, che si classificarono terzi nel girone veneto-emiliano, davanti al solo Venezia.

## Divise
| Casa | Portiere |

## Organigramma societario
- Presidente: Emilio Arnstein, poi Miguel Ángel Ortiz, poi Domenico Gori
- Vice-Presidente: Domenico Gori, poi Emilio Arnstein, poi nessuno
- Consiglieri: Sergio Lampronti, Petro Bagaglia

Area organizzativa
- Segretario: Guido Della Valle
- Cassiere: Gino Donati

## Rosa
| N. |                   | Ruolo | Calciatore         |
| -- | ----------------- | ----- | ------------------ |
|    | Italia (bandiera) | P     | Antonio Orlandi    |
|    | Italia (bandiera) | D     | Salvatore Chiara   |
|    | Italia (bandiera) | D     | Domenico Malfatti  |
|    | Italia (bandiera) | D     | Alfonso Pessarelli |
|    | Italia (bandiera) | C     | Pietro Bignardi    |
|    | Italia (bandiera) | C     | Guido Della Valle  |
|    | Italia (bandiera) | C     | Guido Nanni        |
|    | Spagna (bandiera) | A     | Antonio Bernabéu   |

| N. |                     | Ruolo | Calciatore              |
| -- | ------------------- | ----- | ----------------------- |
|    | Francia (bandiera)  | A     | Louis Rauch             |
|    | Italia (bandiera)   | A     | Gino Donati             |
|    | Italia (bandiera)   | A     | Arrigo Gradi (capitano) |
|    | Svizzera (bandiera) | A     | Müller                  |
|    | Francia (bandiera)  | A     | Louis Paillard          |
|    | Spagna (bandiera)   | A     | Natalio Rivas           |
|    | Italia (bandiera)   | A     | Umberto Venzo           |

## Calciomercato
| Acquisti | Acquisti          | Acquisti | Acquisti   |
| R.       | Nome              | da       | Modalità   |
| -------- | ----------------- | -------- | ---------- |
| P        | Antonio Orlandi   |          |            |
| D        | Domenico Malfatti |          |            |
| A        | Natalio Rivas     |          | svincolato |
| A        | Umberto Venzo     |          |            |

| Cessioni | Cessioni             | Cessioni | Cessioni |
| R.       | Nome                 | a        | Modalità |
| -------- | -------------------- | -------- | -------- |
| P        | Daniel Koch          |          |          |
| C        | Alessandro Bragaglia |          |          |
| A        | Arrigo Mezzano       |          |          |

## Risultati

### Prima Categoria

#### Girone emiliano-veneto

##### Girone di andata
| Arbitro: | Livio (Milano) |

|                             |           |                                  |
| Golzio 17’ (rig.) Santi 41’ | Marcatori | 25’, 60’ Gradi 47’, 49’ Bernabéu |

| Arbitro: | Meazza (Milano) |

|                                                                        |           |            |
| An. Tonini 8’ Danese 15’ Ciscato 22’ Ad. Tonini 30’, 75’ G. Tonini 83’ | Marcatori | 65’ Donati |

| Arbitro: | Livio (Milano) |

|                                       |           |              |
| Barbasetti 37’, 74’ Bascheni 44’, 81’ | Marcatori | 17’ Bernabéu |

##### Girone di ritorno
| Arbitro: | Ermolli (Milano) |

|                              |           |  |
| Donati 28’ Bernabéu 43’, 50’ | Marcatori |  |

| Arbitro: | Meazza (Milano) |

|  |           |                                                          |
|  | Marcatori | 40’ (aut.) Chiara 42’ An. Tonini 75’ Ghiselli 89’ Danese |

| Arbitro: | Livio (Milano) |

|                      |           |                                 |
| Donati 55’ Rauch 63’ | Marcatori | 5’ Benini 20’, 30’, 34’ Bianchi |

## Statistiche

### Statistiche di squadra
| Competizione    | Punti | In casa | In casa | In casa | In casa | In casa | In casa | In trasferta | In trasferta | In trasferta | In trasferta | In trasferta | In trasferta | Totale | Totale | Totale | Totale | Totale | Totale | DR |
| Competizione    | Punti | G       | V       | N       | P       | Gf      | Gs      | G            | V            | N            | P            | Gf           | Gs           | G      | V      | N      | P      | Gf     | Gs     | DR |
| --------------- | ----- | ------- | ------- | ------- | ------- | ------- | ------- | ------------ | ------------ | ------------ | ------------ | ------------ | ------------ | ------ | ------ | ------ | ------ | ------ | ------ | -- |
| Prima Categoria | 4     | 3       | 1       | 0       | 2       | 5       | 8       | 3            | 1            | 0            | 2            | 6            | 12           | 6      | 2      | 0      | 4      | 11     | 20     | -9 |

### Andamento in campionato
| Giornata  | 1 | 2 | 3 | 4 | 5 | 6 |
| --------- | - | - | - | - | - | - |
| Luogo     | T | T | T | C | C | C |
| Risultato | V | P | P | V | P | P |

Legenda:

Luogo: C = Casa; T = Trasferta. Risultato: V = Vittoria; N = Pareggio; P = Sconfitta.

### Statistiche dei giocatori
| Giocatore      | Prima Categoria | Prima Categoria |
| Giocatore      | Presenze        | Reti            |
| -------------- | --------------- | --------------- |
| P. Bignardi    | 6               | 0               |
| A. Bernabéu    | 6               | 5               |
| S. Chiara      | 6               | 0               |
| G. Della Valle | 6               | 0               |
| G. Donati      | 6               | 3               |
| A. Gradi       | 6               | 2               |
| D. Malfatti    | 4               | 0               |
| G. Nanni       | 5               | 0               |
| A. Orlandi     | 6               | -20             |
| A. Pessarelli  | 6               | 0               |
| L. Rauch       | 5               | 1               |
| N. Rivas       | 3               | 0               |
| U. Venzo       | 5               | 0               |